# ハリー・ニューストーン
ハリー・ニューストーン（Harry Newstone, 1921年6月21日 - 2006年4月16日）は、カナダ出身の指揮者、音楽学者。
ウィニペグの生まれ。3歳でロンドンに移住し、15歳からボビー・パガンから音楽の手ほどきを受けた。ハーモニカ奏者としてトミー・ライリーらと共演した少年時代を経て、1942年からハーバート・ハウエルズに作曲を学び、1949年にはハイドン管弦楽団を結成している。その後、ギルドホール音楽学校での勉学を経て、1950年にロンドン王立音楽院に入学した。1954年にはローマのサンタ・チェチーリア国立アカデミアに留学し、フェルナンド・プレヴィターリに指揮法を学んでいる。プレヴィターリの薫陶を受けてから、世界各国のオーケストラに客演して名を上げ、1965年から1978年までサクラメント交響楽団の音楽監督を務めた。
モーツァルトやハイドンなどの作品研究でも知られ、1979年にはカンタベリーのケント大学の音楽監督に就任している。1986年にケント大学を定年退職する際には名誉フェローの称号を得た。
カナダのブリティッシュコロンビア州ビクトリアにて没。